# Torah orale
Pour les articles homonymes, voir Loi juive.

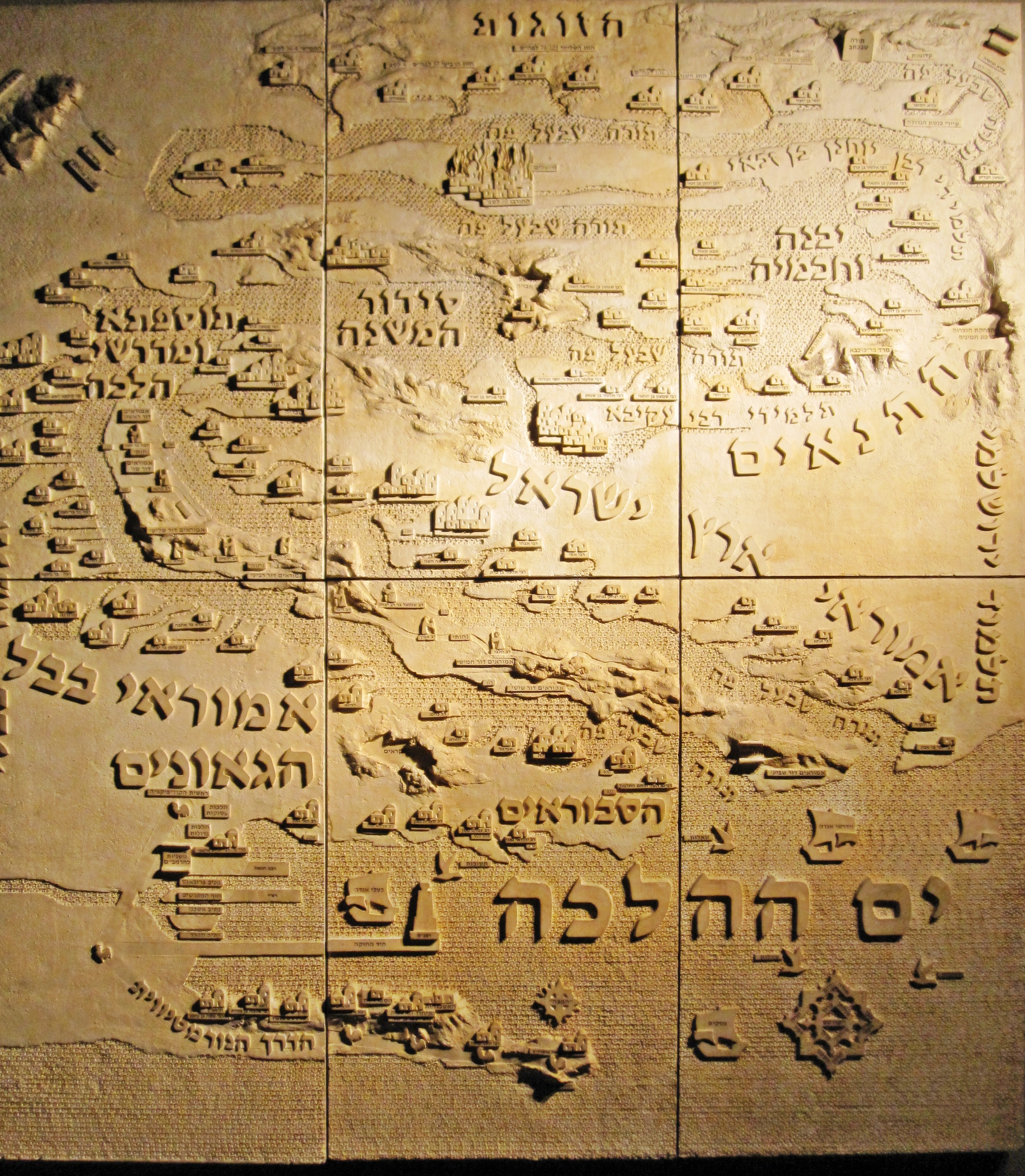
Un relief décrivant le développement de la Torah orale à partir des Zougot, au musée de la Diaspora à Tel Aviv

La Torah orale (en hébreu : תורה שבעל פה, Torah SheBe'al Pe) désigne à la fois le concept et le corpus d’une doctrine oralement transmise, concomitante à la Torah, inséparable d’elle et existant depuis sa révélation. Une tradition orale semble se retrouver dans plusieurs livres juifs, canoniques ou non, mais le pharisianisme, auquel succèderait selon certains le judaïsme rabbinique, se distingue par son insistance à proclamer qu’il transmet sa tradition oralement.
La Torah orale se veut à la fois fidèle à son origine sinaïtique, au point d’exiger du répétiteur qu’il transmette l’enseignement suivant les termes mêmes qui lui ont été transmis, et dynamique, chaque génération interprétant les enseignements dans sa conjoncture propre. Dans cette optique, la Torah écrite est infinie de sens ; tous ont été transmis par Dieu à Moïse mais seuls quelques-uns ont été révélés aux hommes.
Entièrement orale à l’origine, cette tradition exégétique est partiellement couchée par écrit aux premiers siècles de l’ère commune, dans le Midrash et la Mishna puis dans les Talmuds, les responsa et divers ouvrages ultérieurs de littérature rabbinique.
 (novembre 2010).
À l'époque de la destruction du Second Temple, il fut décidé de transgresser l'interdit de consigner la Torah Orale par écrit, car la quantité de savoir allait en augmentant alors que le nombre de Sages et de disciples allait en diminuant, et le risque de tomber dans l'oubli grandissait chaque jour. La première compilation fut la Mishna, sur laquelle s'élaborèrent les Talmuds, puis les responsa.

## Bases scripturaires de la Loi orale
Selon Haza"l, la Torah orale fut donnée au mont Sinaï même, ainsi que l'atteste la Torah elle-même, en plusieurs endroits, notamment Exode 24:12 : "Rabbi Levi bar Hama a dit au nom de Rabbi Shimon ben Lakish : qu'est-il signifié par le verset : 'Je veux te donner les tables de pierre, la doctrine (Torah) et les préceptes (mitzva), que J'ai écrits pour leur instruction' ?. 'Les tables' font référence aux Dix Paroles, la torah à la Torah, et la mitzva à la Mishna; 'que J'ai écrits' fait référence aux Nevi'im et aux Ketouvim; 'pour leur instruction' fait référence à la Guemara. Ceci nous enseigne que tous ceux-là furent donnés à Moïse sur le Sinaï." (Talmud de Babylone, Berakhot 5a).
Dans le Kuzari (3:35), Juda Halevi enseigne qu'il est impossible que la Torah écrite ait été transmise par le seul biais de l'écriture, car de nombreuses mitzvot ont été indiquées sans explication, et sans une tradition orale, leur pratique serait ambiguë, ce qui ne correspond pas à son statut de perfection.
Dans son introduction au Mishneh Torah, Moïse Maïmonide cite un autre enseignement rabbinique qui déduit de Lévitique 26:46 qu'il y avait deux Lois, l'une confiée par écrit aux prêtres (Deutéronome 31:9), l'autre transmise oralement aux Sages et au peuple.
Le Rambam définit plus loin les trois composantes de la Torah orale :
- une première part a été apprise de bouche à oreille, c'est la Torah Shebe'al Pe, au sens restreint du terme, transmise selon la halakha rabbanite, par Moïse qui la reçut en même temps que la Torah écrite. Ces enseignements comprennent les arrêts dont les rabbanim ont dit qu'ils étaient Halakha leMoshe miSinaï ([un corpus de]Règles [reçues] de Moïse sur le Sinaï", qu'elles aient ou non une correspondance avec le Texte.
- une seconde part a été déduite à partir du Texte par les principes d'herméneutique talmudique; les lois issues de cette méthode, appelée Midrash Torah, peuvent être sujettes à des controverses rabbiniques.
- une troisième part a été introduite afin de "faire une barrière autour de la Torah", c'est-à-dire des précautions supplémentaires, de renforcement d'interdits ou de suppression de permis, afin d'éviter aux hommes tout risque de transgression

Selon Adin Steinsaltz, la tradition orale "se trouva naturellement incluse dans la transmission du sens des mots" des termes plus rares nécessitant une explication complémentaire. Elle se serait ensuite développée et enrichie, explicitant des coutumes populaires, et s'enrichissant de techniques d'exégèse ainsi que d'interdits supplémentaires. Or, bien que les Sages pharisiens précisent que ces ordonnances sont mi derabbanan et non mi deOraïta, des mouvements scripturalistes, comme les Sadducéens à l'époque du Second Temple ou les Karaïtes au Moyen Âge, les accusent de manquer à la prescription du Deutéronome de ne rien ajouter ni retrancher à la Loi.

## Controverses autour de la Torah orale
L'existence d'une Torah orale, ainsi que son statut révélé firent, au cours des âges, l'objet de nombreuses dissensions. Outre le courant sadducéen, n'acceptant que la Torah, et elle seule, comme source de halakha, l'existence d'au moins un courant scripturaliste non-sadducéen est évoquée dans le Talmud de Babylone (Shabbat 31a) et mise en évidence par Martin S. Jaffee, à laquelle il faut ajouter les samaritains et les populations juives éloignées des centres d'enseignement judéens et babyloniens.
Ces oppositions ont eu un poids symbolique et politique important. Les Saducéens, c'est-à-dire le parti des Prêtres, étaient opposés à l'existence d'une tradition orale. Or, jusqu'à la deuxième destruction du Temple, ceux-ci incarnaient le pouvoir sacerdotal, et par là-même religieux et politique du peuple hébreu. Le refus de la tradition orale constituait alors la garantie de leur pouvoir, incarné dans la Torah écrite et le Temple. Les pharisiens, minoritaires au départ, et dépourvus d'autorité propre, fondèrent leur pouvoir sur la connaissance de la tradition orale, et la finesse de leurs interprétations. Cependant, après la deuxième destruction du Temple, les Prêtres perdirent le lieu de leur pouvoir, alors que les Pharisiens, devenus Rabbins, assoyaient la leur sur la Torah orale. Cette hégémonie du pharisianisme dura jusqu'au VIIIe siècle lorsqu'un dénommé Anan ben David fédéra un mouvement fondé sur la Bible hébraïque et elle seule, "secouant le joug des traditions" pharisiennes et ses pratiques, mais non sa théologie. Ce mouvement, dénommé karaïsme, s'appuyant sur un retour à la tradition et également sur la philosophie du kalâm, particulièrement sur le motazilisme, pour examiner l'Écriture à l'aune de la raison et de la logique, pénétra en profondeur dans les communautés juives d'Orient et d'Occident, puisque selon certaines sources, jusqu'à 40 % de la population juive mondiale aurait été karaïte. Les polémiques entre karaïtes et rabbanites, ainsi que les tenants de la Torah orale avaient été nommés, furent donc particulièrement vives pour démontrer ou infirmer l'existence d'une tradition orale divinement révélée et obligatoire pour toutes les générations. Elles continuent à ce jour, bien que le nombre de karaïtes dans le monde ait fortement diminué.